# Linotype
Linotype ist ein Marken- und ehemaliger Firmenname aus dem Bereich des Schriftsatzes und der Drucktechnik. Der Name geht auf die Linotype-Setzmaschine und das dazugehörige, zuletzt als Linotype-Hell AG firmierende Unternehmen zurück, zu dessen Produktpalette auch Laserbelichter gehörten. Die aus dessen Typographiesparte hervorgegangene, mehr als 12.000 Schriften umfassende Bibliothek digitaler Schriften (sogenannter Fonts) wird in Deutschland heute von der Monotype GmbH (bis 2013 Linotype GmbH), einer Tochtergesellschaft von Monotype Imaging, vertrieben und lizenziert.

## Unternehmensgeschichte der Linotype-Hell AG

Linotype-Matrizenzeile (jedoch ohne Wortabstandkeile) im „Sammler“ (seitenrichtig!)

Anfänglich bezog sich „Linotype“ als Produktname auf die von Ottmar Mergenthaler entwickelte und erstmals 1886 vorgestellte Setzmaschine. 1890 erschien dann erstmals der Produktname „Linotype“ als Teil des neuen Unternehmensnamens Mergenthaler Linotype Company mit Sitz in Brooklyn New York. Ursprung dieses Unternehmens war die Mergenthaler Printing Co., mit der mehrere amerikanische Zeitungsverleger Mergenthalers Entwicklungsarbeit finanzierten. Zweck des 1890 etablierten Unternehmens waren die Produktion und der Vertrieb von Linotype-Setzmaschinen; hierzu gehörten auch die Linotype-Schriftmatrizen, die ein entscheidendes Merkmal der von Mergenthaler entwickelten Setzmaschine waren.

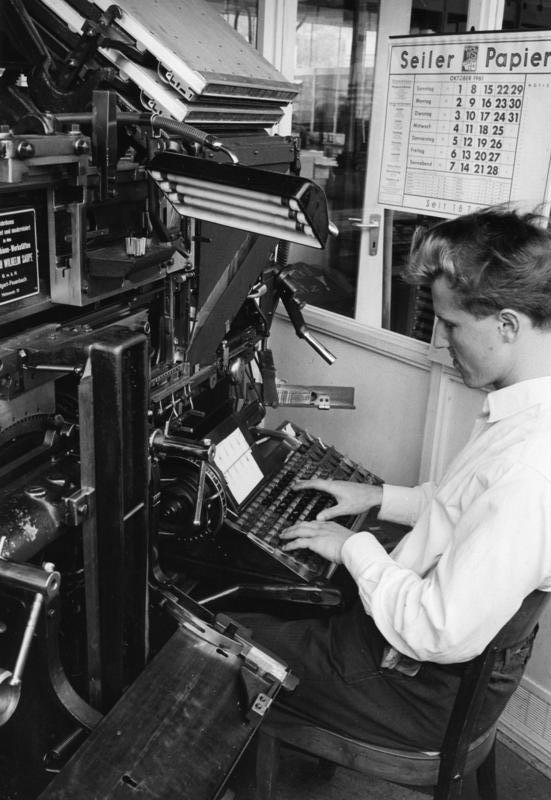
Ein Setzer an einer Linotype-Setzmaschine

Zum Ende des 19. Jahrhunderts kam es zu Neugründungen der Linotype & Machinery Ltd., Manchester, England, und der Mergenthaler Setzmaschinen-Fabrik GmbH in Berlin, Deutschland. In beiden Ländern (ebenso wie in den USA) wurden Linotype-Setzmaschinen und Schriftmatrizen hergestellt; finanziell waren beide europäischen Unternehmen mit der amerikanischen Mergenthaler Linotype Company verbunden. Nach 1945 wurden die Linotype-Aktivitäten in Deutschland unter der Firma Linotype GmbH (Sitz Frankfurt am Main; ab 1974 in Eschborn bei Frankfurt am Main) fortgeführt. Ab etwa 1965 wandelte sich das Unternehmen Linotype schrittweise vom Hersteller bzw. Lieferanten der Linotype-Setzmaschinen zu einem Anbieter komplexer elektronischer Satzsysteme. Vor allem Linotype-Laserbelichter machten Linotype über viele Jahre zu einem Weltmarktführer der Druckvorstufe.
Traditionsreiche Schriftgießereien wie die D. Stempel AG, Haas’sche Schriftgiesserei und Deberny & Peignot gingen über die Jahre in dem Unternehmen Linotype auf.
1987 kam es zur Zusammenführung der amerikanischen, englischen und deutschen Linotype-Gesellschaften zur Linotype AG mit Hauptsitz Eschborn bei Frankfurt am Main. 1990 fusionierte dann die Linotype AG mit der Kieler Siemens-Tochter Dr.-Ing. Rudolf Hell GmbH zur Linotype-Hell AG (Hauptsitz in Eschborn). Zu diesem Zeitpunkt beschäftigte der Konzern weltweit rund 5250 Mitarbeiter.
1997 erfolgte die Übernahme der Linotype-Hell AG durch die Heidelberger Druckmaschinen AG, nachdem eine mehrjährige negative Umsatzentwicklung einen eigenständigen Fortbestand des Unternehmens fraglich gemacht hatte. Der rapide zunehmende Einsatz von Computern bei Satzherstellung und Bildverarbeitung sowie vermehrte Konkurrenz bei Laserbelichtern führten zu einer generellen wirtschaftlichen Schwächung nahezu aller traditionellen Lieferfirmen der graphischen Industrie. Zu dieser Entwicklung gehört auch, dass viele Druckereien ihre Aktivitäten einstellen. Das geschrumpfte Kerngeschäft der bisherigen Linotype-Hell AG wurde in den Prepress-Bereich der Heidelberger Druckmaschinen AG überführt.

## Vertrieb von Schriftarten unter Linotype
Die 1997 neu gegründete Linotype Library GmbH nutzte „Linotype“ als Teil des Firmennamens weiter und übernahm die Schriften- und Typographiesparte der früheren Linotype-Hell AG. Unternehmenssitz der Linotype Library GmbH wurde Bad Homburg vor der Höhe. Ende 2005 änderte die Linotype Library GmbH ihren Firmennamen in Linotype GmbH. Ein Bezug zur früheren Linotype-Hell AG (bis 1987 ebenfalls Linotype GmbH) bestand lediglich darin, dass die „neue“ Linotype GmbH deren Schriftenkatalog vermarktete. Seit August 2006 gehört die Linotype GmbH zur Monotype Imaging Holdings Inc., einem Unternehmen, das nach vorangegangenen Fusionen den Namen der einstigen Monotype-Setzmaschine fortführt. Im Jahr 2010 hatte die Linotype GmbH 46 Mitarbeiter und einen Jahresumsatz von 16,2 Mio. Euro. Im März 2013 wurde die bisherige Linotype GmbH im Zuge einer Vereinheitlichung der Corporate Identity in Monotype GmbH umfirmiert. Damit führt zwar kein Unternehmen mehr den traditionsreichen Firmennamen „Linotype“, es werden allerdings weiterhin Schriften dieser Marke vertrieben und lizenziert. Ab 2024 wurde die  Verkaufsplattform „Linotype“ eingestellt; der Vertrieb bisheriger Linotype-Fonts erfolgt nun über Monotype oder die Monotype-Tochter MyFonts (Woburn/MA, USA).

Linotype-Library-Logo

Linotype-Logo

Die umfangreiche Linotype-Schriftenbibliothek, die sich aus den über die Jahrzehnte gesammelten, z. T. sehr bekannten Schriften unterschiedlicher Herkunft zusammensetzte, ist seither Teil des Monotype-Katalogs. Als Beispiele für bekannte Schriften von Linotype seien die Schriftfamilien Palatino, die von Microsoft für das Betriebssystem Windows als Palatino Linotype übernommen wurde, Zapfino, die von Apple in das Mac OS X-Betriebssystem integriert wurde, oder Frutiger, Helvetica, Sabon, Avenir und Univers, aber auch Wiesbaden Swing genannt. Linotype pflegte gute Beziehungen zu vielen namhaften Schrift-Designern, wie z. B. Hermann Zapf oder Adrian Frutiger. Weiterhin richtete Linotype in der Vergangenheit immer wieder Tagungen zu den Themen Schrifttechnologie (z. B. TypoMedia, TypoTechnica, ITDC) und Schrift-Design (z. B. Kitabat) aus bzw. förderte diese. Das seit 2005 zunächst kostenlos, seit 2009 kostenpflichtig angebotene Font-Management-Programm FontExplorer X wurde 2022 eingestellt.